# Erzhorn
Erzhorn är en bergstopp i Schweiz.   Den ligger i regionen Albula och kantonen Graubünden, i den östra delen av landet, 170 km öster om huvudstaden Bern. Toppen på Erzhorn är 2 924 meter över havet, eller 201 meter över den omgivande terrängen. Bredden vid basen är 1,1 km.
Terrängen runt Erzhorn är huvudsakligen bergig, men den allra närmaste omgivningen är kuperad. Närmaste större samhälle är Chur, 14,1 km nordväst om Erzhorn. 
I omgivningarna runt Erzhorn växer i huvudsak barrskog. Runt Erzhorn är det glesbefolkat, med 14 invånare per kvadratkilometer.